# Billy Burns (rugby à XV)
Pour les articles homonymes, voir Billy Burns et Burns.

a Compétitions nationales et continentales officielles uniquement.

b Matchs officiels uniquement.
Dernière mise à jour le 7 février 2021.
Billy Burns, né le 13 juin 1994 à Bath, est un joueur anglais de rugby à XV. Il évolue au poste de demi d'ouverture au Ulster Rugby et en équipe d'Irlande de rugby à XV.
Il est le frère du demi d'ouverture Freddie Burns qui choisit lui de représenter l'Angleterre au niveau international.

## Biographie
Né et ayant grandi en Angleterre, Burns est toutefois d'origine irlandaise par son grand-père, originaire de Cork.
Il reçoit sa première cape avec l'Irlande en 2020 à l'occasion d'un match contre le pays de Galles en Coupe d'automne des nations, remplaçant Johnny Sexton en première mi-temps.
|  |